# Alexander, fyrste af Schaumburg-Lippe (født 1958)
Alexander, prins af Schaumburg-Lippe (tysk: Alexander Prinz zu Schaumburg-Lippe) (født 25. december 1958 i  Düsseldorf) er en tysk erhvervsmand indenfor landbrug og skovbrug.
Hans oldefar var regerende fyrste af Schaumburg-Lippe fra 1893 til 1911, og hans farfar var en yngre bror til Schaumburg-Lippes sidste regerende fyrste.
I 2003 blev Alexander overhoved for fyrsteslægten, og han blev titulær fyrste med titlen Alexander Fürst zu Schaumburg-Lippe.

## Medlem af FDP
Alexander af Schaumburg-Lippe er medlem af det Frie Demokratiske Parti og af den tyske forbundsforsamling. 
Han deltog i valgene af de tyske forbundspræsidenter i 2010 (som suppleant), 2012 (som medlem) og 2017 (som medlem).

## Weblinks
- Wikimedia Commons har flere filer relateret til Alexander, fyrste af Schaumburg-Lippe (født 1958)
- Website von Schloss Bückeburg
- Schaumburg-Lippe: Historischer Überblick (engelsk)